# Aa mandonii
Aa mandonii је врста из рода орхидеја Aa из породице Orchidaceae. Ендемска је врста распрострањена у Боливији и Перуу на андском Алтиплану. Рајхенбах ју је прво класификовао роду Altensteinia, а Шлехтер роду Aa.

## Синоним
1. Altensteinia mandonii Rchb.f.